# Liste von Wüsten in Südamerika
Dies ist eine unvollständige Liste von Wüsten in Südamerika.

## Liste
| Name                  | Bild | Ort | Typ                         | Fläche (km2)               |
| --------------------- | ---- | --- | --------------------------- | -------------------------- |
| Atacama-Wüste         |      | Pazifikküste Südamerikas, zwischen dem 18. und 27. dem Breitengrad Süd, Chile                                            | Sandwüste                   | 105.000                    |
| Blühende Atacamawüste |      | Región de Atacama in Chile                                                                                               | "Blumenwüste"               |                            |
| Lençóis Maranhenses   |      | Norden Brasiliens, Küste des Bundesstaats Maranhão                                                                       | Sandwüste                   | 1550                       |
| Nationalpark Médanos  |      | Venezuela, Bundesstaat Falcón an der Landenge von Médanos, zur Halbinsel Paraguaná                                       | enthält viele Wüstengebiete | 91 (gesamter Nationalpark) |
| Nazca-Ebene           |      | Peru |                             | 184.925                    |
| Patagonische Wüste    |      | Süden Südamerikas |                             | 670.000                    |
| Puna                  |      | Nord-Argentinien | Hochwüste                   |                            |
| Salvador-Dalí-Wüste   |      | inmitten des Nationalparks der Fauna der Anden „Eduardo Avaroa“ in Bolivien                                              | Steinwüste                  | 110                        |
| Sechura-Wüste         |      | Nord-Peru, Region Piura                                                                                                  |                             | 5000                       |
| Siloli                |      | Südwesten Boliviens |                             |                            |
| Tatacoa-Wüste         |      | Kolumbien, im nördlichen Teil vom Departamento del Huila im Tal des Río Magdalena auf dem Gebiet der Gemeinde Villavieja |                             | 330                        |